# Tébi
Tébi è un comune del Ciad situato nel dipartimento di Fada, provincia di Ennedi Ovest.